# 侧带南鳅
侧带南鳅（学名：Schistura laterivittata）为輻鰭魚綱鯉形目條鳅科南鳅属的鱼类，俗名侧带条鳅。分布於亞洲越南Ve、Thra Kuc Huong、Thu Bon和Quang Tri河流域，體長可達7.2公分，棲息在礫石底質的河川底層水域，生活習性不明。可做為觀賞魚，因為有地域性物種，飼養時應放置沼澤木、植物、岩石洞穴和鵝卵石之間提供許多藏身之處，提供溪流/山溪水族箱條件，包括高流速和充氧水。

## 扩展阅读
維基物種上的相關：侧带南鳅